# فابین ریدر
فابین ریدر (انگلیسی: Fabian Rieder؛ زادهٔ ۱۶ فوریهٔ ۲۰۰۲) بازیکن فوتبال اهل سوئیس است.